# パシーニン I-21
パシーニン I-21 （Pashinin I-21）は1940年代初めのソビエトの単座戦闘機である。ミハイル・パシーニンが設計した。I-21の記号が付けられた戦闘機は別にもあり、イリューシンI-21も試作のみに終わった単座戦闘機である。操縦安定性に問題があり、主翼の再設計などに時間を取られるうちに、先に量産が始まった Yak-1 や MiG-3を上回る性能を出すことができなかったので、試作だけで終わった。
ニコライ・ポリカールポフの設計局で働いていたミハイル・パシーニンによって1939年の初めから、時代遅れになっていた戦闘機、I-16 にかわる戦闘機として開発が始められた。低翼単葉で引込脚の機体で、クリモフ M-107エンジンの搭載が予定された。木金混合構造で機体前部は鋼管溶接構造で機体後部は木製モノコック構造であった。主翼は金属構造に合板張りであった。武装はShVAK20mm機関砲を機首（プロペラ軸）に、主翼にそれぞれ1丁の7.62 mmShKAS機銃を装備した。後に機種の武装は23mm BT-23機関砲に変更された。
M-107エンジンの開発遅れからM-105P エンジンに変更され、1050hpのM-105エンジンを搭載して1940年5月18日に初飛行し、軍による評価は6月6日から開始された。機体の安定性の問題が生じたために外翼の平面形を大きく変更した2号機を製作したが、速度性能は480 km/hを超えたが、安定性は満足できるものでなかった。翼幅を1.57m狭めて、主翼に後退角をつけ尾翼形状を改設計した3号機が作られた。3号機は安定性が向上したが、離陸に長い滑走距離を必要とすることと、着陸時の操縦性の悪さが問題とされた。量産が始まっていた戦闘機よりも優れる点がないと判断され開発はキャンセルされた。

## 要目

パシーニン I-21

- エンジン：  1× クリーモフ M-105P V12 エンジン （1050馬力）
- 最大速度： 580 km/h
- 航続距離： 760 km
- 全高： 不明
- 全幅： 9.4 m
- 全長： 8.73 m
- 全備重量： 2,670 kg
- 武装： 2 × 7.62 mm ShKAS 機銃、1 ×20mm ShVAK 機関砲 または 23mm BT-23 機関砲